# يوهان أنطون شميت
يوهان أنطون شميت (بالألمانية: Johann Anton Schmidt)‏ هو مستكشف وعالم نبات ألماني، ولد في 1823 في هامبورغ في ألمانيا، وتوفي في 1905 في إلبرفيلد في ألمانيا.